# مانوت 1
مانوت1 (بالإنجليزية: Manot 1)‏ هي عينة أحفورية يمثل الإنسان العاقل الحديث تشريحياً تم اكتشافه في إسرائيل. وهو يمثل إنسانًا منقرضًا عاش في كهف مانوت (ومن هنا جاء الاسم) في الجليل الغربي خلال فترة العصر الحجري القديم. تم اكتشافه في عام 2008 وتم نشر الوصف العلمي لأول مرة في مجلة نيتشر في 28 يناير 2015. تشير التأريخ الإشعاعي إلى أن عمرها حوالي 54,700 عامًا، وهذا بدوره يُظهر أنها أقدم عينة معروفة إلى الإنسان الحديث. بالإضافة إلى ذلك، يعد أيضًا دليلاً جيدًا على نظرية الخروج من أفريقيا  كما أنه يدعم فكرة أن أسلاف الإنسان الحديث يمكن أن يكون قد تزاوج مع نوع بشري آخر مثل نياندرتال كما يفترض في تحليلات الجينوم.

## وصلات خارجية
- Human Timeline (Interactive) – مؤسسة سميثسونيان، المتحف الوطني للتاريخ الطبيعي (August 2016).